# Idan Maimon
Idan Maimon (Rishon Lezion, 27 de noviembre de 1974) fue un jugador de balonmano israelí que jugó de lateral derecho. Fue un componente de la Selección de balonmano de Israel, de la que es el máximo anotador histórico.
A lo largo de 18 años, de 1992 a 2010, disputó 168 partidos con la selección israelí anotando 636 goles con ella.
También es uno de los jugadores históricos de la sección de balonmano del Hapoel Rishon LeZion, de la que es el actual entrenador, en la que desarrolló toda su carrera, exceptuando dos años en los que jugó con el Frisch Auf Göppingen alemán. Con el club israelí consiguió un histórico pase a cuartos de final de la Liga de Campeones de la EHF en el año 2000.

## Palmarés

### Hapoel Rishon LeZion
- Liga de Israel de balonmano (14): 1991, 1993, 1994, 1995, 1996, 1997, 1998, 1999, 2000, 2003, 2004, 2008, 2013, 2015
- Copa de Israel de balonmano (10): 1991, 1992, 1993, 1994, 1995, 1996, 1997, 1998, 1999, 2012 , 2015

## Clubes

### Como jugador
- Hapoel Rishon LeZion (1990-2000)
- Frisch Auf Göppingen (2000-2002)
- Hapoel Rishon LeZion (2002-2016)

### Como entrenador
- Hapoel Rishon LeZion (2016- )